# بيتر ماثر
بيتر ماثر (بالإنجليزية: Peter Mather)‏ هو مبارز بالسيف بريطاني، ولد في 9 سبتمبر 1953.

## وصلات خارجية
- بيتر ماثر على موقع أوليمبيديا (الإنجليزية)